# 巨勢利和
巨勢 利和（こせ としまさ）は、江戸時代中期から後期にかけての旗本・国学者・歌人。丹波亀山藩2代藩主・松平信直の四男。諱は「としより」とも読む。

## 略歴
明和4年（1767年）、誕生。巨勢至親の養子となり、天明6年（1786年）に至親が没したため家督を継承した。
寛政元年（1789年）に使番となり、寛政4年（1792年）より火事場見廻役を兼ねる。寛政7年（1795年）に小普請組となり、寛政8年（1796年）に小姓組の番頭に転任、従五位下日向守に叙任。寛政10年（1798年）に西ノ丸書院番の番頭となり、大番頭を経て、文化6年（1809年）西ノ丸側衆となった。加藤千蔭や清水浜臣の元で学んで歌道を習熟し、千蔭の著作の序文を認めるなどしている。浜臣の覚えは良かったらしく、彼の死後、蔵書の管理を委任された。また『うつほ物語』の考究を推進し、『新治抄』10巻を認めるなどの業績を残している。